# Euselasia artos
Euselasia artos är en fjärilsart som beskrevs av Herrich-Schäffer 1850/58. Euselasia artos ingår i släktet Euselasia och familjen Riodinidae. Inga underarter finns listade i Catalogue of Life.